# Nerice bidentata
Nerice bidentata ist ein in Nordamerika vorkommender Schmetterling (Nachtfalter) aus der Familie der Zahnspinner (Notodontidae).

## Merkmale

### Falter
Die Falter erreichen eine Flügelspannweite von 30 bis 40 Millimetern. Die Farbe der Vorderflügeloberseite ist zweigeteilt: Vom Vorderrand  bis zur Flügelmitte ist sie rotbraun, vom Innenrand  bis zur Flügelmitte hell graubraun bis ockerfarben. Vom rotbraunen Bereich ragen zwei spitze, zahnartige Zeichen in das  hellere Feld. In der Nähe des Apex  hebt sich ein schmaler schwarzbrauner Wisch nur undeutlich ab. Aufgrund der vorgenannten Zeichnungselemente sind die Falter unverwechselbar. Die Hinterflügeloberseite ist zeichnungslos braun. Auffällig ist die dichte rotbraune bis dunkelbraune Behaarung des Kopf- und Thoraxbereichs. Beide Geschlechter haben gekämmte Fühler.

### Raupe
Ausgewachsene Raupen sind blaugrün bis gelbgrün gefärbt und unbehaart. An den Seiten heben sich dunkelgrüne, V-förmige Schrägstreifen ab. Die Kopfkapsel ist glänzend grasgrün. Die vordersten drei Segmente sind schlanker als die hinteren. Auf den Segmenten vier bis elf befinden sich doppelzähnige, nach vorne gerichtete Höcker, die einem gesägten Ulmenblatt, ihrer Hauptnahrungspflanze ähneln. Mit diesem Aussehen sind sie beim Fressen am Blattrand hervorragend getarnt. Die Stigmen sind weiß und dünn schwarz gerandet. Die Beine haben eine braune Farbe.

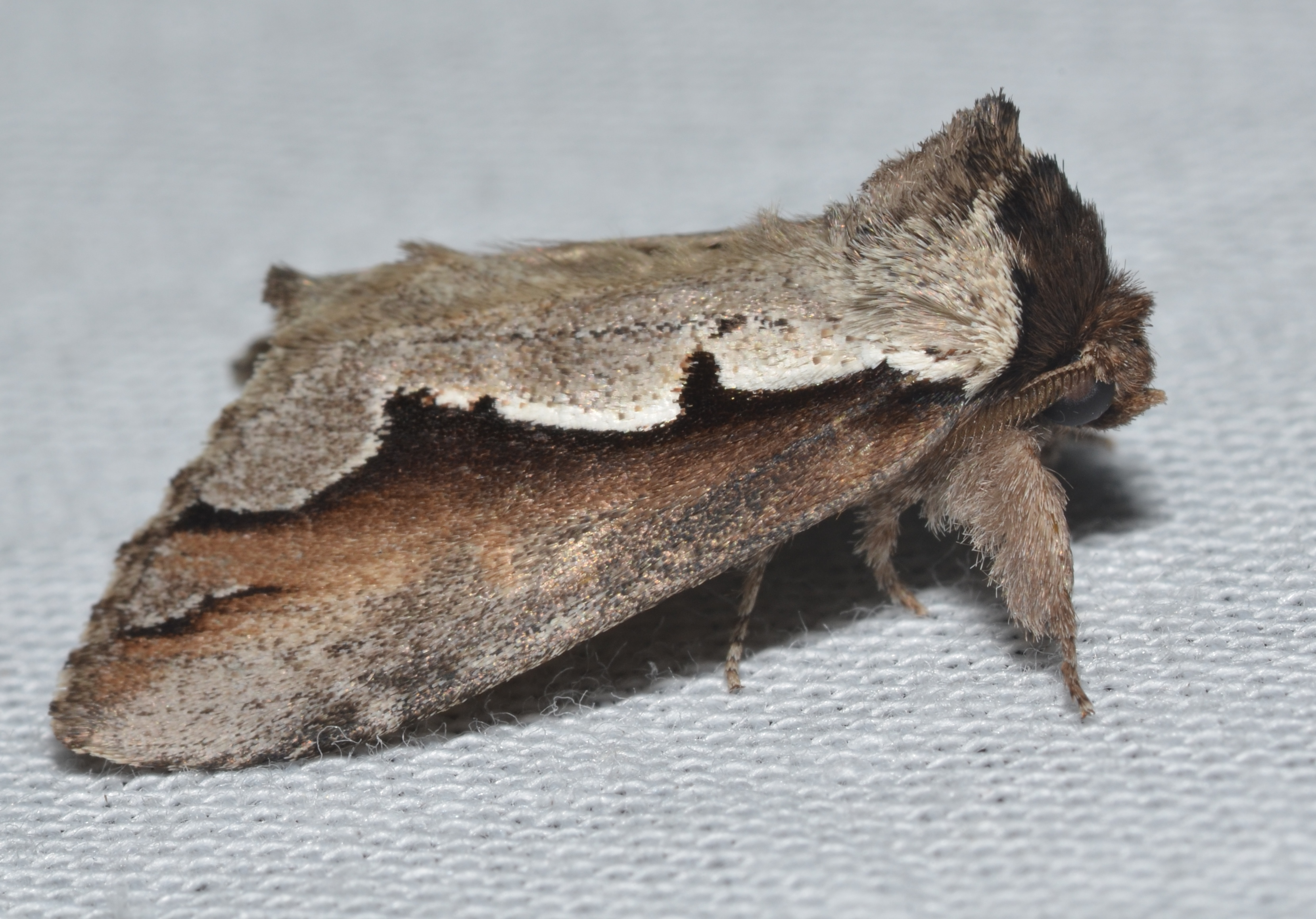
Seitenansicht eines Falters
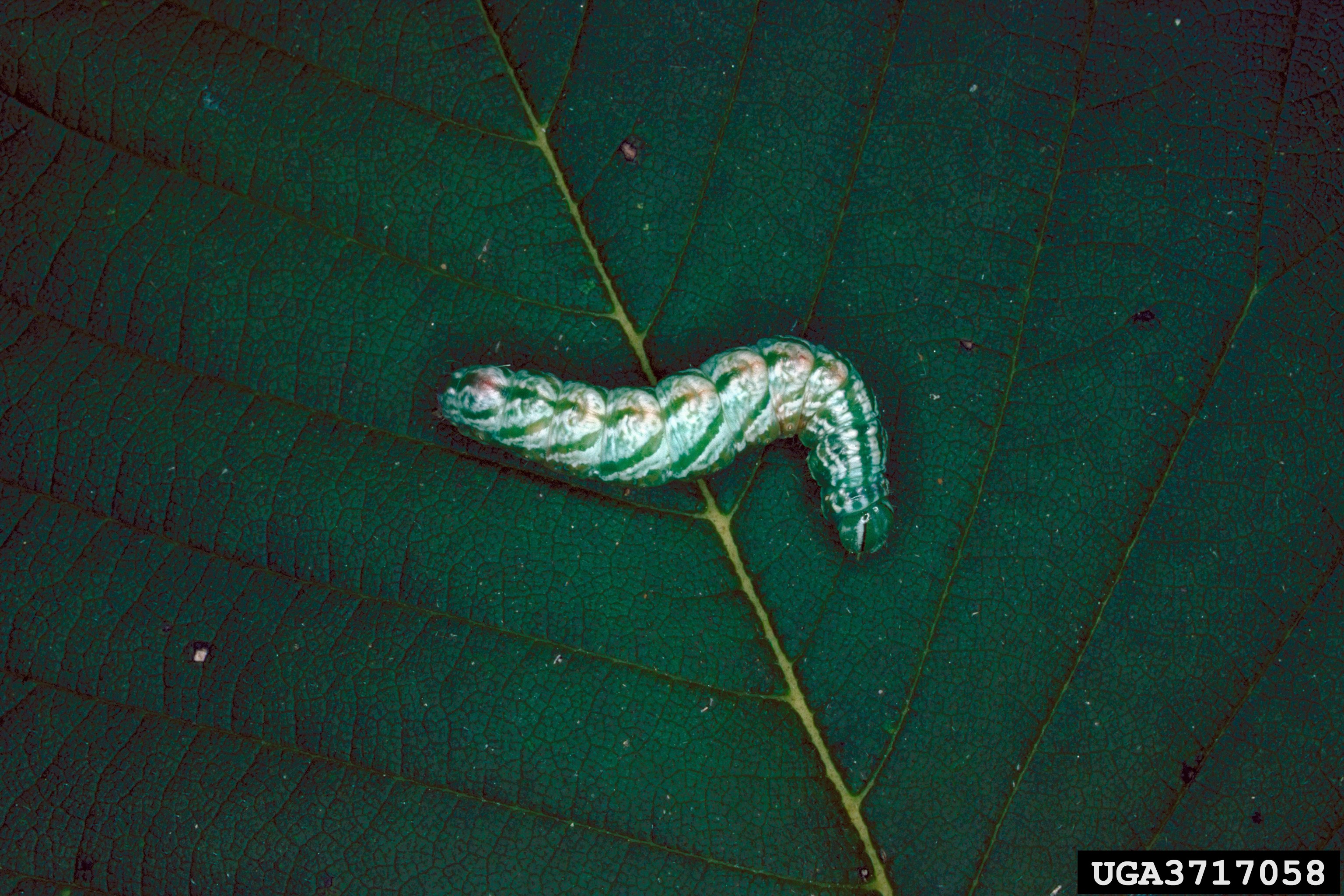
Raupe, Draufsicht
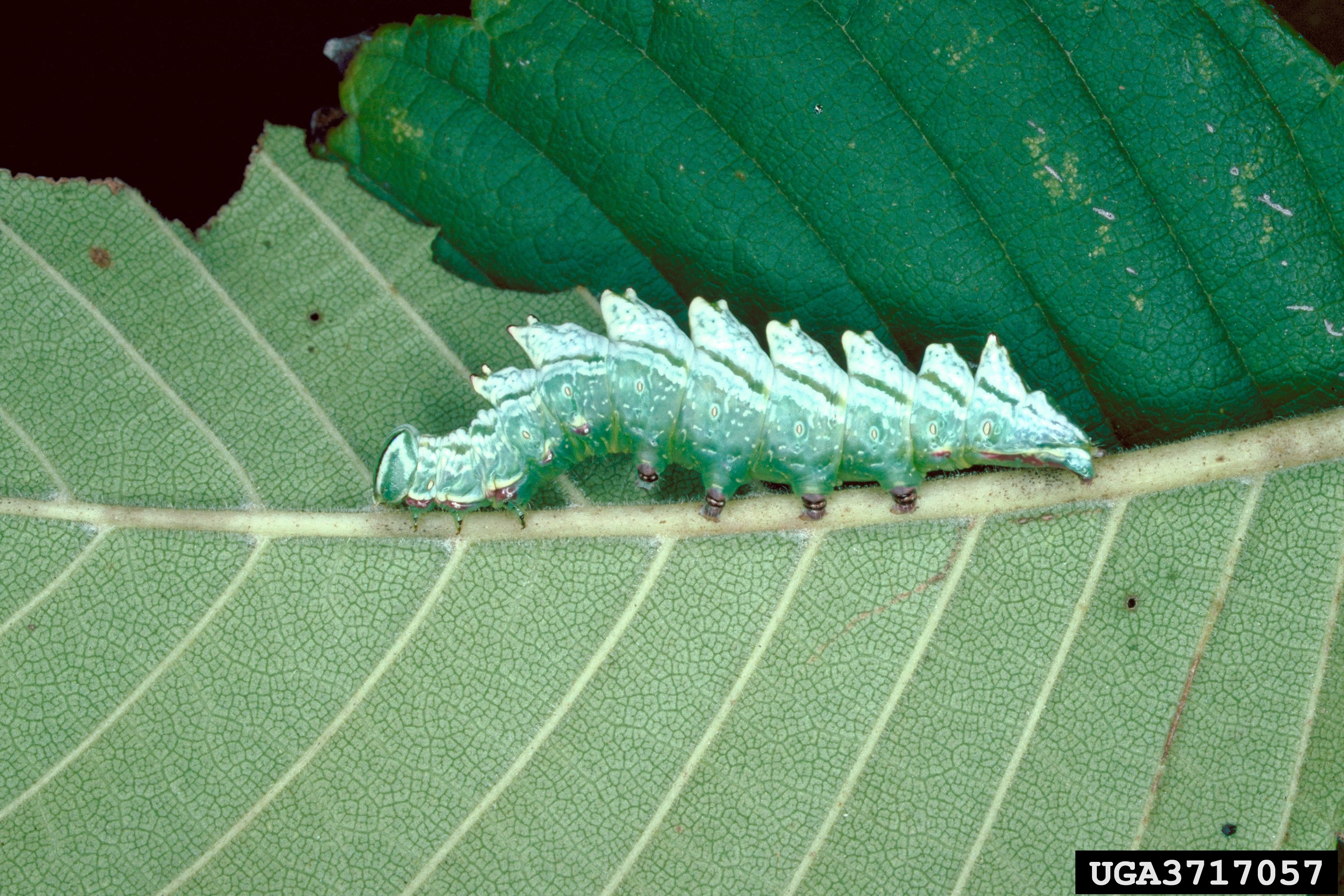
Raupe, Seitenansicht
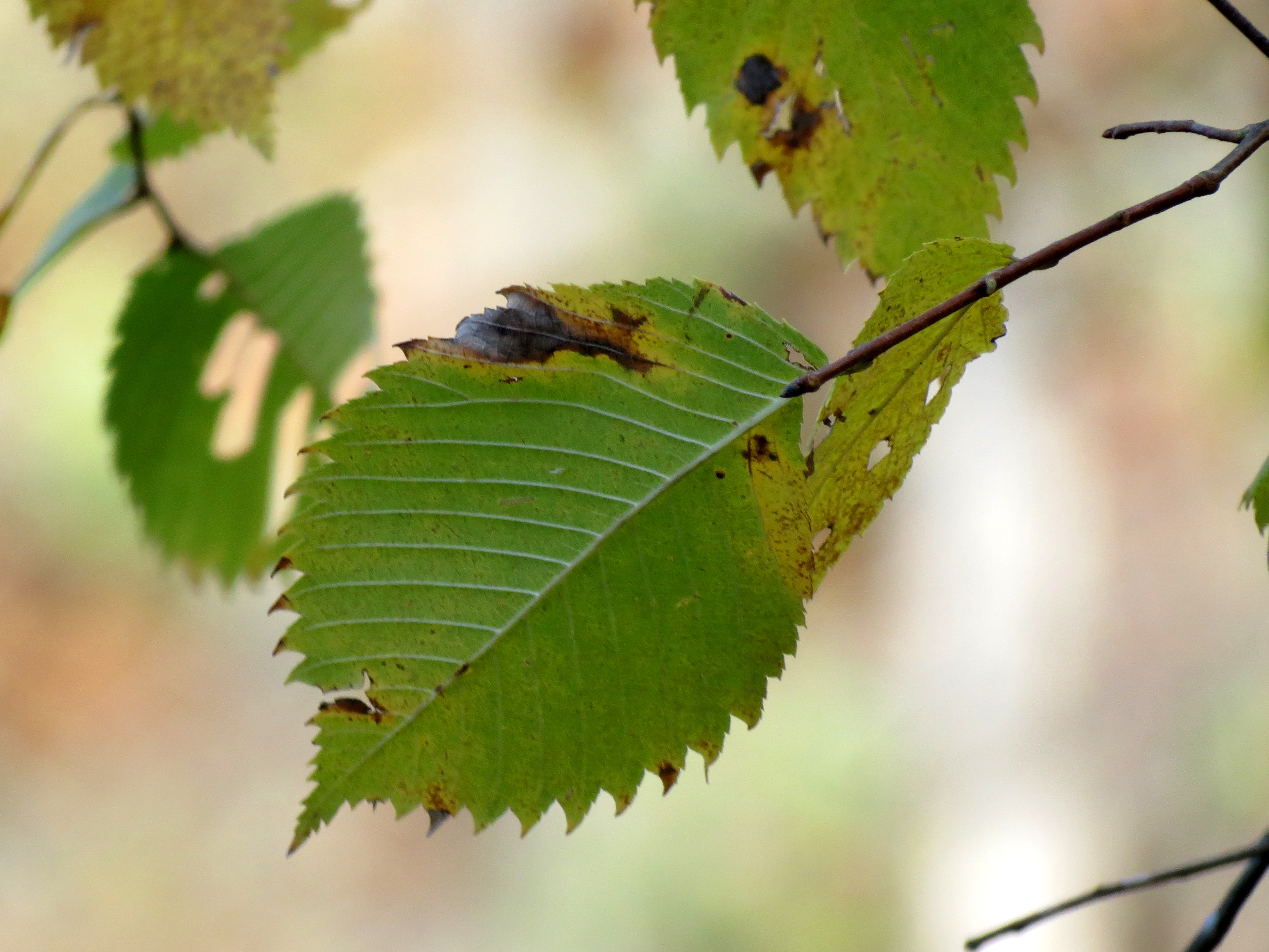
Ulmenblatt, die Raupennahrung

## Verbreitung und Lebensraum
Das Verbreitungsgebiet von Nerice bidentata erstreckt sich über die östlichen und einige zentrale Regionen Nordamerikas. Die Art  besiedelt bevorzugt Laubwälder mit Ulmenbestand.

## Lebensweise
Die nachtaktiven Falter sind zwischen März und September, schwerpunktmäßig im Juni anzutreffen. Sie besuchen künstliche Lichtquellen. Die Raupen ernähren sich von den Blättern verschiedener Ulmengewächse (Ulmaceae). Die Puppen überwintern in einem mit Blättern versponnenem Kokon am Erdboden.